# Château de Sallanches
Ne doit pas être confondu avec le château de Cordon (Bugey).
Le château de Sallanches (également de Castro, de la Motte, de Bourbonge(s), de Cordon) était un ancien château fort, probablement construit avant le XIIIe siècle, dominant le bourg de Sallanches, et qui se situe de nos jours sur le territoire de la commune de Cordon, dans le département de la Haute-Savoie, en région Auvergne-Rhône-Alpes. Entre les XIIIe et XVe siècles, il était le siège d'une châtellenie.

## Localisation
Le château de Sallanches était installé  à l'ouest et au-dessus de la cité de Sallanches, à une altitude de 670 m. Cette fortification, siège du pouvoir, était ainsi excentré — hors les murs — par rapport au bourg. Aujourd'hui, ce territoire appartient à la commune de Cordon, d'où l'usage également de château de Cordon,. On observe par ailleurs que le château n'a pas donné naissance à un îlot d'habitats important, Sallanches s'est développé quant à elle dans la plaine, Cordon plus en amont sur les pentes, de même que les villages des environs (Saint-Roch),. Le centre religieux se trouve, par ailleurs, situé en la collégiale Saint-Jacques à Sallanches.
Pour l'érudit local Lucien Guy (1890-1975), son emplacement pouvait correspondre à « celui de Bourbonge [...] si [on le compare] aux différentes constructions de l'époque burgonde et à leur situation stratégique ». Il était donc positionné sur une colline, entre les torrents encaissés de la Frasse (ou de la Croix) et de la Sallanche. Il faut attendre les travaux de l'archéologue suisse, Louis Blondel, pour redécouvrir les traces du châteaux et confirmer ainsi le lien entre le château fort médiéval et le château de Bourbonge.
Le site a gardé la mémoire de cette fortification par l'usage du toponyme « le Château »,.

## Historique
Le château appartient dès le XIIe siècle aux sires de Faucigny, seigneurs de la vallée de l'Arve, qui prend également le nom de Faucigny.[réf. nécessaire]
Pierre de Savoie, époux d'Agnès de Faucigny, fait fortifier le château avant 1263,. La même année, ce dernier hérite du titre de comte de Savoie.
Il passe sans doute ensuite aux seigneurs de Gex, famille apparentée aux Faucigny, dont ils furent les successeurs, puis en 1339 aux Dauphins de Viennois dont l'un d'eux, Humbert II de Viennois, le donne en fief en 1345 à sa tante Béatrice de Châlon (1273 † 1347) – née Béatrix de La Tour du Pin, Princesse d'Orange. En 1355, il passe à la maison de Savoie, lors de la réunion du Faucigny à celle-ci.
Après cette date, face à une période de paix, les châtelains délaissent le château pour vivre dans le bourg de Sallanches. Il est vendu, en 1360, par Béatrice à Humbert de la Porte, qui avait été également châtelain de Charousse à Passy.
Dix ans, plus tard, le comte Janus de Genève, Baron de Faucigny, le donne en fief à son oncle, Pierre, dit bâtard de Genève, fils du comte Guillaume III de Genève. En 1426, il est acquis par Pierre de Menthon. À partir de 1457, le château prend le nom de Bourbonge(s), il s'agit d'une branche cadette des Menthon,. Cette famille conservera des droits jusqu'en 1746 malgré la création par le roi, en 1700, d'un marquisat particulier de Cordon, en faveur de Philibert de Saluce, Comte de la Tour. Bourbonge fut ensuite vendu à Joachim de la Grange, seigneur de Taninges. Son fils Joseph-Nicolas de la Grange s'en dessaisit en 1769.
Sous administration savoyarde, le château appartient pour partie au comte, mais d'autres, dans l'enceinte, sont entre les mains de familles nobles, dont les Menthon. Selon Louis Blondel, le château passe dans sa totalité entre leurs mains, car en 1467 Claude de Menthon prête hommage pour le château au duc de Savoie.
Avec la ruine du château et la perte de la mémoire de son existence, les historiens ont pu considérer que l'ancien centre de la châtellenie de Sallanches était installé au château de Montrosset, bien qu'il ne s'agisse que d'une simple maison forte, appelée également maison Brêche.

## Description
Louis Blondel, à partir notamment de la Mappe sarde (1728-1738), a proposé le plan de l'organisation du château, sur la partie nord de la colline, associé à un espace terre-plein — la basse-cour — dit de la Motte ou du Châtel où l'on trouve dans la partie sud, une église et une chapelle. L'enquête delphinale de 1339 indique que le château disposait de deux entrées, dont l'une, tournée vers la vallée et Sallanches, porte le nom de la Motte et permet de pénétrer dans la basse-cour. Louis Blondel pense qu'il pouvait s'agir d'une porte fortifiée. De nos jours, il ne reste que les ruines d'une tour excentrée, probablement de guet, dominant le ravin de la Sallanche. De l'organisation de cette basse-cour, il n'y a pas ou très peu de témoignage, seule subsiste la connaissance de l'église dédiée à la Vierge, sous le vocable Notre-Dame-du-Château,,. Depuis, la chapelle a laissé place à une ferme.
Selon l'archéologie, la fortification représentait un ensemble fortifié composé d'une tour et en son centre d'une seconde enceinte carrée, de 21 m par 19 m avec un donjon,. L'enceinte du donjon devait être partiellement en bois selon les comptes de châtellenie et elle aurait été renforcée dans la seconde partie du XIVe siècle.
Le châtelain réside dans le donjon que l'on qualifie de maison forte dite de Gex avant 1355. La plus ancienne mention de cette maison remonte à 1286. Elle est par la suite qualifiée de tour et est intégrée aujourd'hui dans une ferme. On trouve dans l'angle nord-est de la maison de Gex une tour rectangulaire de 8 m par 5 m, en partie visible de nos jours. Les comptes permettent de savoir qu'il y avait aussi une écurie ou étable, mentionnée en 1356, des latrines, ainsi qu'une prison, construite vers 1357-1358.
Une description détaillée de l'ensemble est réalisée par Louis Blondel, ainsi que dans la thèse de Nicolas Payraud, cité en bibliographie.
Une route traverse, de nos jours, l'ancien terre-plein.
Le château de Sallanches est aujourd'hui divisé en copropriétés.

## Châtellenie de Sallanches et terre de Gex en Faucigny

### Organisation
Le château de Sallanches est le centre d'une châtellenie, dit aussi mandement, du Faucigny, mise en place à partir du XIIIe siècle, (peut être à la fin du siècle précédent). Son nom initial est terre de Gex ou terre de Gex en Faucigny,.
Le Faucigny serait organisée autour de neuf châtellenies à la fin du XIIe siècle, dont Sallanches occupait le 4e rang dans l'ordre de préséance, selon l'ancien inventaire des titres du Faucigny (1431), cité notamment par le chanoine Jean-Louis Grillet,.
Le premier compte de châtellenie dont nous disposons date de 1286.
Le territoire de la châtellenie correspondait aux communes actuelles de Sallanches, Combloux, Cordon, Domancy et Magland, soit « l'essentiel de la moyenne vallée de l'Arve, entre Cluses et le confluent de l'Arve et du Bonnant, à laquelle il faut ajouter le versant oriental du massif des Aravis, sur la rive gauche de l'Arve ».
| Commune    | Nom                               | Type         |
| ---------- | --------------------------------- | ------------ |
| Combloux   | La Tour                           | autre        |
| Cordon     | Château de Sallanches             | château      |
| Cordon     | Château Vif                       | château      |
| Cordon     | Châtelard                         | châtelet     |
| Magland    | La Tour Clerton                   | maison forte |
| Magland    | La Tour Noire                     | maison forte |
| Magland    | Château dite Tour de Bellegarde   | maison forte |
| Magland    | Maison forte de Loche             | maison forte |
| Magland    | Maison forte du Crochet           | maison forte |
| Sallanches | château dite Tour de Bellegarde   | château      |
| Sallanches | Château de Malsain                | maison forte |
| Sallanches | Château de Montagny ou Montrosset | château      |
| Sallanches | Château des Rubins                | château      |
| Sallanches | Maison forte de Vorzier           | maison forte |
| Sallanches | Tour de Chissé                    | maison forte |
| Sallanches | Château ou tour de Disonche       | maison forte |
| Sallanches | Château ou tour de la Frasse      | maison forte |
| Sallanches | Tour de Servoz                    | autre        |

Durant la période delphinale, le Faucigny serait organisé (à partir de 1342-1343) autour de quinze châtellenies, dont Sallanches. Le mandement de Terre de Gex est constitué de 29 maisons fortifiées, 4 maisons fortes et un château.
Avec l'intégration du Faucigny au comté de Savoie, Sallanches est maintenue comme siège d'une châtellenie dite de Sallanches. Le siège est transféré dans la ville de Sallanches, de même que le bailli et le juge-mage pour le Faucigny.

### Châtelains
Dans la baronnie de Faucigny, puis dans le comté de Savoie, le châtelain est un « [officier], nommé pour une durée définie, révocable et amovible »,. Il est chargé de la gestion de la châtellenie ou mandement, il perçoit les revenus fiscaux du domaine, et il s'occupe de l'entretien du château. Le châtelain est parfois aidé par un receveur des comptes, qui rédige « au net [...] le rapport annuellement rendu par le châtelain ou son lieutenant ».

### Fonds d'archives
- Série : Comptes des châtellenies (1317-1530). Fonds : Comptes des châtellenies, des subsides, des revenus et des judicatures; Cote : SA 14180-14328. Chambéry : Archives départementales de la Savoie (présentation en ligne).

- Série : Comptes des châtellenies (XIIIe siècle-XVIe siècle). Fonds : Inventaire-Index des comptes de châtellenie et de subsides; Cote : SA. Chambéry : Archives départementales de la Savoie (présentation en ligne).p. 494-504, « Châtellenie de Sallanches et terre de Gex en Faucigny »